# Central Nuclear Vallecitos

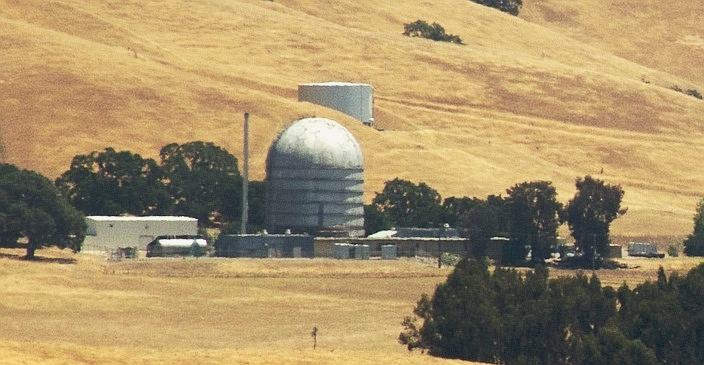
Central Nuclear Vallecitos de General Electric, California, EE. UU.

La Central Nuclear Vallecitos está situada en Sunol, en el condado de Alameda, California, cerca de 50 km al este de San Francisco. Es propiedad de la General Electric.
El reactor de agua en ebullición de Vallecitos (VBWR) fue el primero de propiedad y gestión privada que suministró cantidades significativas de electricidad a una instalación de red pública. Durante el período comprendido entre octubre de 1957 y diciembre de 1963, suministró aproximadamente 40.000 megavatios hora de electricidad. Este reactor – refrigerado y moderado por agua ligera, de uranio enriquecido que utiliza cubiertas de acero inoxidable – actuó como piloto para la prueba de combustible, componentes del núcleo, controles y formación de personal para la Planta de energía nuclear Dresden, una planta de Commonwealth Edison que se construyó en Illinois cinco años después.
La planta fue el resultado de la colaboración de la Compañía General Electric y la Pacific Gas and Electric Company con Bechtel Corporation que actuaba como contratista de ingeniería. Samuel Untermyer, el ingeniero de GE responsable del diseño inicial del VBWR, había empleado mucha de la investigación conceptual en el Argonne National Laboratory cuando dirigía experimentos de transferencias de calor y física nuclear, incluyendo los experimentos del BORAX (experimento del reactor hirviendo). 